# Time After Time
«Time After Time» es una canción interpretada por la cantante estadounidense Cyndi Lauper, incluida en su primer álbum de estudio She's So Unusual (1983). La compañía discográfica Portrait Records, filial de Epic Records la publicó el 27 de enero de 1984 como el segundo sencillo del álbum. También figura en los recopilatorios Twelve Deadly Cyns... and Then Some (1994), The Essential Cyndi Lauper y The Great Cyndi Lauper (2003). Escrita por Lauper y Rob Hyman y producida por Rick Chertoff. Hyman, comentó en una entrevista a SongFacts que él y Lauper escribieron el tema durante su tiempo libre en el estudio de grabación.
En el aspecto musical «Time After Time» es una canción synth pop, que incorpora elementos del sophisti-pop y el soft rock. Los críticos aclamaron la canción, considerándola como «una de sus mejores obras». Scott Floman, de la revista Goldmine, llamó a la canción «magníficamente sincera» y «una de las mejores baladas de la década de 1980». Además fue un éxito comercial, alcanzando la posición número uno en la lista Billboard Hot 100 el 9 de junio de 1984 y fue nominada canción del año en los Premios Grammy de 1984, —perdiendo contra «What's Love Got to Do with It» de Tina Turner—.
La canción, con más de 40 años, sigue siendo transmitida en las radios de música contemporánea para adultos. Y ha sido versionada en una gran cantidad por muchos artistas, los que incluye una versión instrumental de Miles Davis. Para el álbum de Cyndi de 2005, The Body Acoustic, hizo una nueva versión de la canción junto a Sarah McLachlan. La cantante ha interpretado la canción en la mayoría de sus giras, incluyendo los premios Grammy de 1984 junto a Patti LaBelle, y en 2004 con Sarah McLachlan en los American Music Awards de 2005. 
En 1995, Lauper apareció en el programa Late Show with David Letterman; allí realizó una parodia de la canción con el nuevo título de "Intolerant" ("Intolerante"), debido a su intolerancia a la lactosa.

## Antecedentes
Aunque "Time After Time" finalmente se convertiría en una de las canciones más emblemáticas de Lauper, fue una de las últimas canciones de su álbum debut en grabarse. Mientras Lauper todavía escribía material para She's So Unusual en la primavera de 1983, su productor, Rick Chertoff, le presentó al músico estadounidense Rob Hyman, miembro fundador de los Hooters. Para entonces, Lauper ya había grabado la mayor parte del álbum, incluidas las canciones "Girls Just Want to Have Fun" y "She Bop", pero Chertoff insistió en que ella y Hyman necesitaban grabar sólo "una canción más". Por lo tanto, ella y Hyman se sentaron al piano y comenzaron a trabajar en "Time After Time".
La inspiración para la canción vino del hecho de que ambos compositores estaban pasando por desafíos similares en sus respectivas relaciones románticas; Hyman estaba saliendo de una relación, mientras que Lauper tenía dificultades con su novio, David Wolff. Una de las primeras líneas que escribió Rob fue "maleta de recuerdos", que según Lauper, "le llamó la atención", afirmando que era una "línea maravillosa", mientras que otras líneas provenían de las experiencias de vida de Lauper. El título de la canción fue tomado de una lista de TV Guide para la película Time After Time de 1979 , que Lauper tenía la intención de usar sólo como un marcador de posición temporal durante el proceso de escritura. Aunque más tarde intentó cambiar el nombre de la canción, dijo que sintió en algún momento que "Time After Time" se había vuelto tan fundamental para la canción que se desmoronaría con un título diferente. 
Inicialmente, Epic Records quería "Time After Time" como el sencillo principal del álbum. Sin embargo, Lauper sintió que lanzar una balada como su sencillo debut en solitario la habría encasillado estilísticamente como baladista, limitando su trabajo futuro y por lo tanto potencialmente matando su carrera. Su mánager, David Wolff, sintió que "Girls Just Wanna Have Fun" podría convertirse en un himno pop exitoso y era una mejor opción; en última instancia, el sello estuvo de acuerdo y lo lanzó como el sencillo principal en su lugar. "Time After Time" se convirtió en el segundo sencillo del álbum, lanzado el 27 de enero de 1984.

## Composición y grabación
"Time After Time" fue coescrita por Cyndi Lauper y por el guitarrista de The Hooters: Rob Hyman (quien también intervino en la grabación del álbum en los coros. En 2006) y producida por Rick Chertoff. La canción cuenta con instrumentación de acordes de teclado y sintetizador, guitarras brillantes y tintineantes, con percusión de tic-tac del reloj y línea de bajo elástica. "Time After Time" está escrito en clave de Do mayor con un tiempo de 130 pulsaciones por minuto en tiempo común. Las voces de Cyndi van de G 3 a C 5 en la canción.
Lauper ofreció una entrevista en el programa Sound Off with Matt Pinfield (episodio 212), allí ella declaró que la mayor parte de la canción trataba sobre su vida.
Después, Hyman dio una entrevista para Songfacts; allí declaró que él y Lauper componían la canción cuando se quedaban solos en el estudio de grabación, y el título se le ocurrió luego de ver la película Time After Time (película de 1979).
La percusión de la canción se hizo con la caja de ritmos LinnDrum.

## Recepción crítica
"Time After Time" recibió muchos elogios por parte de la crítica:
- Sal Cinquemani de Slant Magazine elogió la pista, calificándola como "el mejor momento del álbum, si no el período más grandioso de Lauper".
- Susan Glen de PopMatters también la llamó una pista destacada, llamándola "hermosa".
- Bryan Lee Madden de Sputnikmusic simplemente lo llamó "una obra maestra" y "la mejor y más significativa canción que jamás haya escrito o grabado".
- Brenon Veevers de Renowned for Sound lo calificó de "sentimental" y "hermoso".
- Pam Avoledo de Blogcritics describió la canción como "un clásico infalible".
- Scott Floman, crítico musical de la revista Goldmine , describió la canción como "magníficamente sentida" y "una de las mejores baladas de la década".
- Chris Gerard de Metro Weekly resumió la canción como una "balada hermosa y agridulce".

## Recepción comercial
"Time After Time" fue el primer número uno de Lauper solo en las listas de Billboard , llegando a la parte superior de la cartelera  Hot 100 gráfico en junio de 1984.  También alcanzó la parte superior del Adulto Con-tem-po-ral  y la lista de sencillos de Canadá .  En el Reino Unido, "Time After Time" alcanzó por primera vez el número 54 el 24 de marzo de 1984, mientras que más tarde alcanzó el número 3, el 14 de julio de 1984.  En Nueva Zelanda, la canción alcanzó el número 3,  en Austria alcanzó el número 5,  en Suiza alcanzó el número 7,  en Francia alcanzó el número 9 y en Suecia alcanzó el número 10

## Vídeo musical

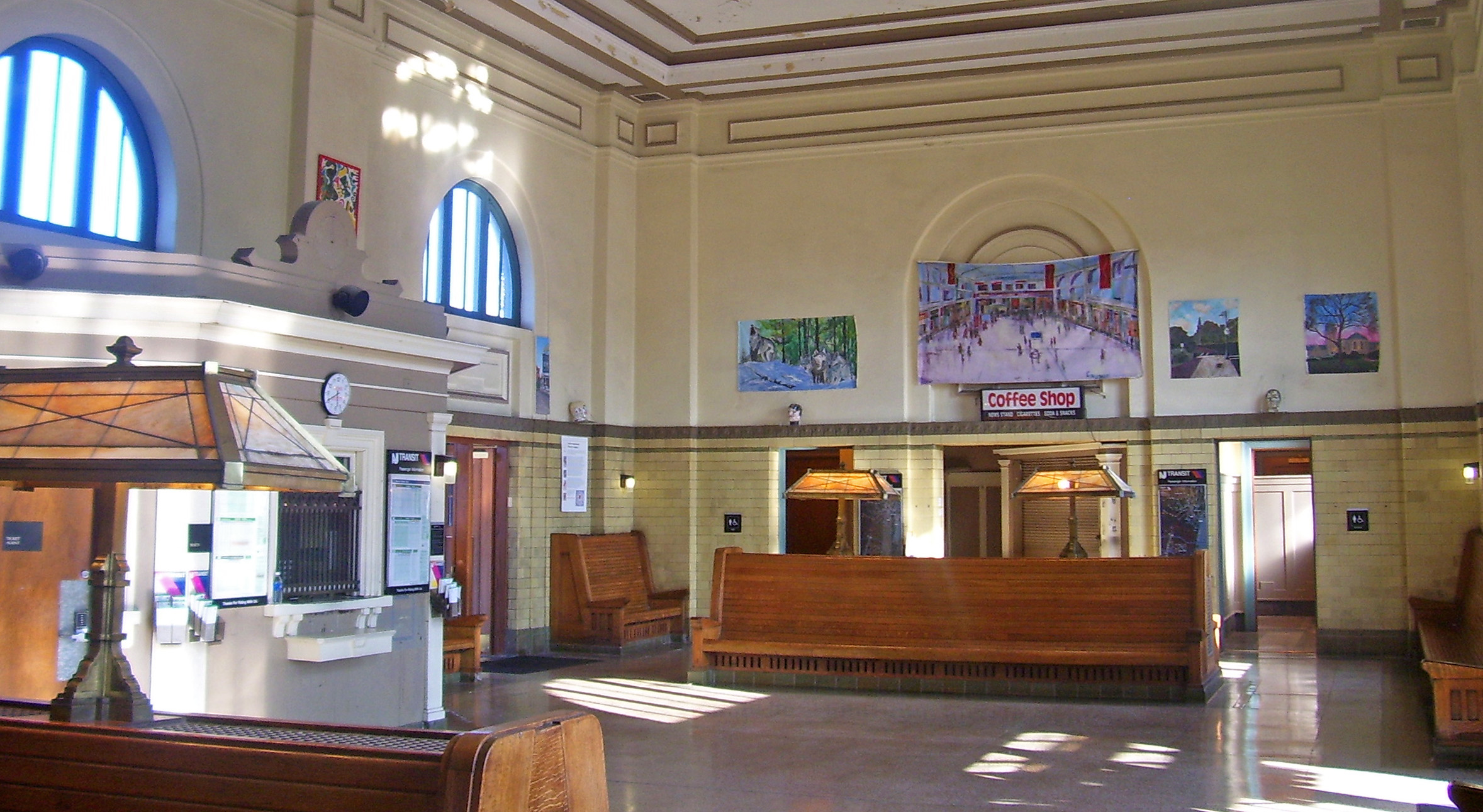
Morristown, NJ, Estación de tren donde se filmó parte final del vídeo.

El vídeo musical de «Time After Time» fue dirigido por Edd Griles, quien ya había trabajado anteriormente con Lauper en «Girls Just Want to Have Fun»  era partícipe tiene como tema central una ruptura de relación entre novios. El vídeo inicia con Lauper viendo la película The Garden of Allah, de 1936 y finaliza cuando ella parte de la estación de trenes, dejando a su novio atrás. Este tuvo gran popularidad en MTV y era transmitido frecuentemente. En el vídeo aparecen la madre, el hermano y el novio de ese entonces de Lauper, Además del luchador Lou Albano; que aparece en tres de sus videos. Fue dirigido por Edd Griles. Varias partes del vídeo fueron filmadas en el municipio de Roxbury (Nueva Jersey), en la calle "Central Ave & Main St" y en la estación de trenes de Morristown Station, también Betty's en Wharton (Nueva Jersey); que era un elemento básico de la comunidad en la déca de 1970. Según Lauper: "Para mí era importante que fuéramos naturales y humanos en el video, quería transmitir a alguien que recorrió su propio camino y no siempre se llevaba bien con todos y no siempre se casaba con el chico". Algunas escenas que muestran a Cyndi en su casa fueron grabadas en sitios diferentes en Hurd Street (Wharton).

## Premios y nominaciones
| Año  | Premios                | Categoría                                                         | Resultado |
| ---- | ---------------------- | ----------------------------------------------------------------- | --------- |
| 1984 | American Video Awards  | Mejor Presentación Femenina en Video                              | Ganadora  |
| 1984 | American Video Awards  | Mejor Video Pop                                                   | Ganadora  |
| 1984 | BMI Awards             | Pop 1984                                                          | Ganadora  |
| 1984 | MTV Video Music Awards | Mejor Artista Nuevo                                               | Nominada  |
| 1984 | MTV Video Music Awards | Mejor video Femenino                                              | Nominada  |
| 1984 | MTV Video Music Awards | Mejor Dirección                                                   | Nominada  |
| 1984 | Billboard Awards       | Mejor Canción por Cantante Femenina                               | Ganadora  |
| 1985 | Premios Grammy         | Canción del Año                                                   | Nominada  |
| 1985 | Pro Canada Awards      | Mejor Canción Extranjera                                          | Ganadora  |
| 2008 | BMI Millionaire Award  | Premio Especial: 5 Millones de transmisiones en las Radios de USA | Ganadora  |
| 2009 | BMI Millionaire Award  | Pop 2009                                                          | Ganadora  |

### Reconocimientos
"Time After Time" ha entrado en muchas listas de "Mejores canciones de amor de todos los tiempos", "Mejores baladas de los 80" y otras. Bill Lamb, también de Acerca de. Com , puso la canción en el número 21 en sus "100 mejores canciones de amor todos los tiempos de la" lista.  En Nervio ' s lista de 'Las 50 mejores canciones de amor de todos los tiempos', 'Time After Time' se colocó en el número 5, que se llama 'golpes de la obra maestra más duraderas de Lauper en la misma esencia del compromiso' con el artículo señalando que "captura el romance real en las líneas más simples y directas: 'Si estás perdido, puedes mirar y me encontrarás, una y otra vez'". 
La canción también entró en la lista de las "100 mejores canciones pop" de Rolling Stone y MTV en el puesto 66.  La canción también entró en las listas de "100 mejores canciones de los últimos 25 años y" 100 mejores canciones de los 80 "de VH1 . , en los números 22 y 19 respectivamente.  La canción también estuvo presente en las 100 mejores canciones de la década de 1980 de NME , ubicándose en el número 79. El sitio web declaró que "'Time After Time' fue un cambio en tachuela para Lauper, cuya personalidad musical antes había sido imparablemente ligera y espumosa. 'Time After Time' se demostró rápidamente a tiempo para su inclusión en su debut 'She's So Unusual',
La canción fue incluida como una escena icónica en la película de 1997 Romy y Secundaria Re-unión de Michele . Según el director David Mirkin , "fue la única canción que tenía la emoción adecuada" para encajar en la escena. 

#### Listas de las mejores canciones
| Año  | Por            | Lista                                        | Trabaja          | Clasificado |
| ---- | -------------- | -------------------------------------------- | ---------------- | ----------- |
| 2000 | Piedra rodante | Las 100 mejores canciones pop                | "Una y otra vez" | # 66        |
| 2000 | MTV            | Las 100 mejores canciones pop                | "Una y otra vez" | # 66        |
| 2003 | VH1            | 100 mejores canciones de los últimos 25 años | "Una y otra vez" | # 22        |
| 2006 | VH1            | Las 100 mejores canciones de los 80          | "Una y otra vez" | # 19        |
| 2021 | Piedra rodante | 500 mejores canciones de todos los tiempos   | "Una y otra vez" | # 494       |

### Otros reconocimientos
| Año  | Por           | Lista                                        | Trabajo           | Número |
| ---- | ------------- | -------------------------------------------- | ----------------- | ------ |
| 2000 | Rolling Stone | Las 100 Mejores Canciones Pop                | "Time After Time" | #66    |
| 2000 | MTV           | Las 100 Mejores Canciones Pop                | "Time After Time" | #66    |
| 2003 | Vh1           | Las Mejores Canciones de los 25 años Pasados | "Time After Time" | #22    |
| 2006 | Vh1           | 100 Grandes Canciones de los 80's            | "Time After Time" | #19    |

## Versiones

### Regrabación hecha por Lauper
Es la versión acústica y primer o segundo sencillo, dependiendo el país, del álbum The Body Acoustic de Cyndi Lauper junto con Sarah McLachlan.
Lauper luego de muchos años lanza The Body Acoustic re-versionando éxitos como «Time After Time», »Girls Just Want to Have Fun«, «All Through the Night», «She Bop», «True Colors», entre otros en una versión acústica. La versión fue cantada a dúo con la cantante Sarah McLachlan. Fue producida por Lauper, Rick Chertoff, Gary Corbett y Stephen Broughton Lunt. Además se lo puede escuchar en el capítulo final de la tercera temporada de Ugly Betty, en el capítulo The Fall Issue. AllMusic dijo: «'Time After Time' sería una hermosa canción en manos de cualquiera. Aquí, con McLachlan, que empieza a bajar en las letras de la canción y abandona el drama de la original para la intimidad de sus palabras. El corazón humano se convierte en el interlocutor de la memoria y la pérdida. Lauper y McLachlan con versos como de 12 cuerdas, tambores en silencio, y el espacio define el lugar donde el amor perdido se convierte en el centro de la cuestión de la devoción a través del tiempo y el espacio».

### Versiones de otros artistas
“Time After Time” ha sido interpretada por un gran número de artistas, ya sea en vivo o en un estudio de grabación; aproximadamente 120 cantantes de distintos géneros han regrabado la canción. Entre estos están:
| - The Academy Is... - Tracy Chapman - Dover - The Gandharvas - Patti LuPone - Me First and the Gimme Gimmes - Eddie Money and Juice Newton - Saosin - Maria Taylor - TRUSTcompany - Marie Fredriksson - Lisa Hartman - Miles Davis - Tuck and Patti - Nana Mouskouri - Everything but the Girl - The Flirtations - Changing Faces - INOJ - Kane & Abel - Blaque - Biréli Lagrène - The Boomtang Boys - Matchbox Twenty - Novaspace | - Eva Cassidy - Distant Soundz - Joey McIntyre - Lil' Mo - Breaking Benjamin - Willie Nelson - Sebastián Yatra - Show of Hands - Uncle Kracker - Grand Incredible - Nichole Nordeman - LISA - Nolwenn Leroy - Sparklemotion - Screamfeeder - Spoken - Sugar Ray - Dilana - Quietdrive - John Barrowman - Freya Lin - The Hot Lies - Phil - Keaggy - Lil' Flip | - Jake Shimabukuro - Paul Anka - Allison Crowe - Jessica Mauboy - Terra Naomi - Ashley Tisdale - Boyz II Men - Mariah Carey - Electric President - The Jane Bradfords - Sowelu - Eric Martin - Ronan Keating - Codes - Hitomi Shimatani - Jessica Frech - Derek Webb y Sandra McCracken - Chihiro Onitsuka - Beatrice Miller - Julio Iglesias, Jr. Versión en español (Por la mitad) - Vazquez Sounds - Pink - Halsey - Paulina Rubio - Paul Parker |

La canción fue cantada por Katie Cook en 2003, y fue utilizada como tema principal de la película View from the Top. Mark Williams y Tara Morice también interpretaron la canción para la banda sonora de la comedia Strictly Ballroom, Eva Cassidy hizo otra versión que fue utilizada en la banda sonora de la serie Smallville. El grupo Quietdrive cantaron la canción durante una escena en la película John Tucker Must Die, y también apareció en la segunda temporada de My Name Is Earl.
“Time After Time” fue interpretada en varias ocasiones en el reality American Idol, las versiones más representativas son las de Nadia Turner (en la cuarta temporada) y la de Brandon Rogers (en la sexta temporada). Más recientemente, la actriz y cantante Ashley Tisdale hizo un cover de la canción para los comerciales de Degree OMG! Moments, una marca de desodorante que es propiedad de la empresa Unilever.
Recientemente fue interpretada por el grupo de R&B Boyz II Men en su nuevo álbum Love (2009), en el cual la canción se escucha a cappella.

## En la cultura popular
Apariciones en otros medios:

### En películas
- 1993: Strictly Ballroom.
- 1997: Romy and Michele's High School Reunion.
- 2002: Clockstoppers, Código de amor.
- 2003: Volando alto, Plötzlich wieder 16.
- 2004: Napoleon Dynamite.
- 2005: Tjenare kungen.
- 2006: Irresistible, John Tucker Must Die.
- 2009: Ghosts of Girlfriends Past, Amor sin escalas.
- 2012: Good Deeds.
- 2014: This Is Where I Leave You
- 2023: Air: Courting a Legend

### En Programas de TV
- 2002: Smallville; "Crush".
- 2004: Cold Case; "It's Raining Men".
- 2005: Veronica Mars; "Ruskie Business". Reunion; "1985".
- 2006: Los Simpsons; "Homer's Paternity Coot". Torvill & Dean's Dancing on Ice; 1.3. My Name Is Earl; "South of the Border: Part Dos" y "Larceny of a Kitty Cat".
- 2007: The New Adventures of Old Christine; "My Big Fat Sober Wedding".
- 2008 Los Simpsons; "Mona Leaves-a"
- 2009: American Idol; "Finale". Dr House; "Known Unknowns".
- 2010: Late Night with Jimmy Fallon; "Episode #1.464". EastEnders; "30 de junio de 2010". The Tonight Show with Jay Leno; "David Spade/Tom Papa/Plain White T's/'The Voice' Finalists".
- 2012: The Tonight Show with Jay Leno; "Episode #20.131". Accused; "Tracie's Story".
- 2013: Parks and Recreation; "Bailout". Atop the Fourth Wall; "Power Pachyderms #1". Psych; "Office Space". Defiance; "Past Is Prologue".
- 2013: 1600 Penn; "Marry Me, Baby".
- 2016: This Is Us (serie de televisión); "Kyle".
- 2017: "Stranger Things, temporada 2, capítulo 9".

### En Videojuegos
- 2004: Dance Dance Revolution (Versión Novaspace)
- 2005: Karaoke Revolution Party.
- 2007: SingStar '80s.

### Otros
- La canción fue interpretada por el jugador de básquetbol Lebron James, para un comercial de la NBA.
- La canción aparece en el juego Karaoke Revolution Party.
- La canción también fue utilizada en los comerciales de Toyota.
- La canción fue parodiada con el título de "Mime After Mime", por el grupo "Candy Laughter" (que es también una parodia del nombre de Cyndi Lauper).
- La canción es mencionada y utilizada en el manga Dengeki Daisy. Gracias a la misma, y por accidente, Teru logra descubrir que Kurosaki es Daisy tras haberla escuchado una noche de tormenta

## Lista de canciones y formatos
| Disco de vinilo de 7" |                   |          |  |
| N.º                   | Título            | Duración |  |
| 1.                    | «Time After Time» | 3:52     |  |
| 2.                    | «I'll Kiss You»   | 4:05     |  |

| Disco de vinilo de 12" |                                                   |          |  |
| N.º                    | Título                                            | Duración |  |
| 1.                     | «Time After Time»                                 | 3:59     |  |
| 2.                     | «I'll Kiss You»                                   | 4:05     |  |
| 3.                     | «Girls Just Want To Have Fun» (Versión extendida) | 6:08     |  |
| 4.                     | «Girls Just Want To Have Fun» (Instrumental)      | 7:10     |  |

## Posicionamiento en listas
| País           | Lista                            | Posición |
| -------------- | -------------------------------- | -------- |
| Alemania       | Offizielle Deutsche Charts       | 6        |
| Australia      | Kent Music Report                | 6        |
| Austria        | Ö3 Austria Top 40                | 5        |
| Bélgica        | Ultratop 50 Singles (Flandes)    | 3        |
| Bélgica        | Ultratop 50 Singles (Valonia)    | 3        |
| Canadá         | RPM Top 50 Singles               | 1        |
| Canadá         | RPM Adult Contemporary           | 1        |
| Canadá         | Chum Chart                       | 2        |
| Colombia       | UPI                              | 3        |
| Estados Unidos | Billboard Hot 100                | 1        |
| Estados Unidos | Adult Contemporary               | 1        |
| Estados Unidos | Cashbox Top 100 Singles          | 1        |
| Estados Unidos | Hot R&B/Hip-Hop Songs            | 78       |
| Estados Unidos | Mainstream Rock Tracks           | 10       |
| Estados Unidos | R&R Adult Contemporary           | 1        |
| Estados Unidos | R&R AOR Hot Tracks               | 12       |
| Europa         | Music & Media                    | 2        |
| Francia        | SNEP                             | 9        |
| Irlanda        | IRMA                             | 2        |
| Italia         | Musica e dischi'                 | 3        |
| Japón          | Oricon                           | 1        |
| Nueva Zelanda  | Official New Zealand Music Chart | 3        |
| Países Bajos   | Nederlandse Top 40               | 5        |
| Países Bajos   | MegaCharts                       | 8        |
| Paraguay       | UPI                              | 2        |
| Reino Unido    | UK Singles Chart                 | 3        |
| Suecia         | Sverigetopplistan                | 10       |
| Suiza          | Schweizer Hitparade              | 7        |
| Venezuela      | UPI                              | 2        |

| País           | Lista                            | Posición |
| -------------- | -------------------------------- | -------- |
| Alemania       | Offizielle Deutsche Charts       | 36       |
| Australia      | Kent Music Report                | 40       |
| Bélgica        | Ultratop 50 Singles (Valonia)    | 38       |
| Canadá         | RPM Top 100 Singles              | 8        |
| Estados Unidos | Adult contemporary               | 4        |
| Estados Unidos | Billboard Hot 100                | 17       |
| Estados Unidos | Cashbox                          | 18       |
| Francia        | SNEP                             | 60       |
| Nueva Zelanda  | Official New Zealand Music Chart | 44       |
| Países Bajos   | Nederlandse Top 40               | 69       |
| Países Bajos   | MegaCharts                       | 46       |
| Reino Unido    | UK Singles Charts                | 25       |
| Suiza          | Schweizer Hitparade              | 20       |

| País           | Lista            | Posición |
| -------------- | ---------------- | -------- |
| Estados Unidos | Dance Club Songs | 35       |

## Certificaciones
| País           | Organismo Certificador | Certificación | Ventas certificadas | Ref.   |
| -------------- | ---------------------- | ------------- | ------------------- | ------ |
| Canadá         | Music Canada           | Oro           | 10 000              | [ 56 ] |
| Dinamarca      | IFPI Dinamarca         | Oro           | 45 000              | [ 57 ] |
| España         | PROMUSICAE             | Platino       | 60 000              | [ 58 ] |
| Estados Unidos | RIAA                   | 5× Platino    | 5 000               | [ 59 ] |
| Italia         | FIMI                   | Oro           | 50 000              | [ 60 ] |
| Reino Unido    | BPI                    | Plata         | 250 000             | [ 61 ] |

## Créditos y personal
- Cyndi Lauper: voz, composición
- Rob Hyman: composición
- Rick Chertoff: producción